# Kuatuniana subasperata
Kuatuniana subasperata är en skalbaggsart som först beskrevs av J. Linsley Gressitt 1951.  Kuatuniana subasperata ingår i släktet Kuatuniana och familjen långhorningar. Inga underarter finns listade i Catalogue of Life.